# Keramat
Keramat is een bestuurslaag in het regentschap Pangkal Pinang van de provincie Bangka-Belitung, Indonesië. Keramat telt 9033 inwoners (volkstelling 2010).